# Jack Costanzo

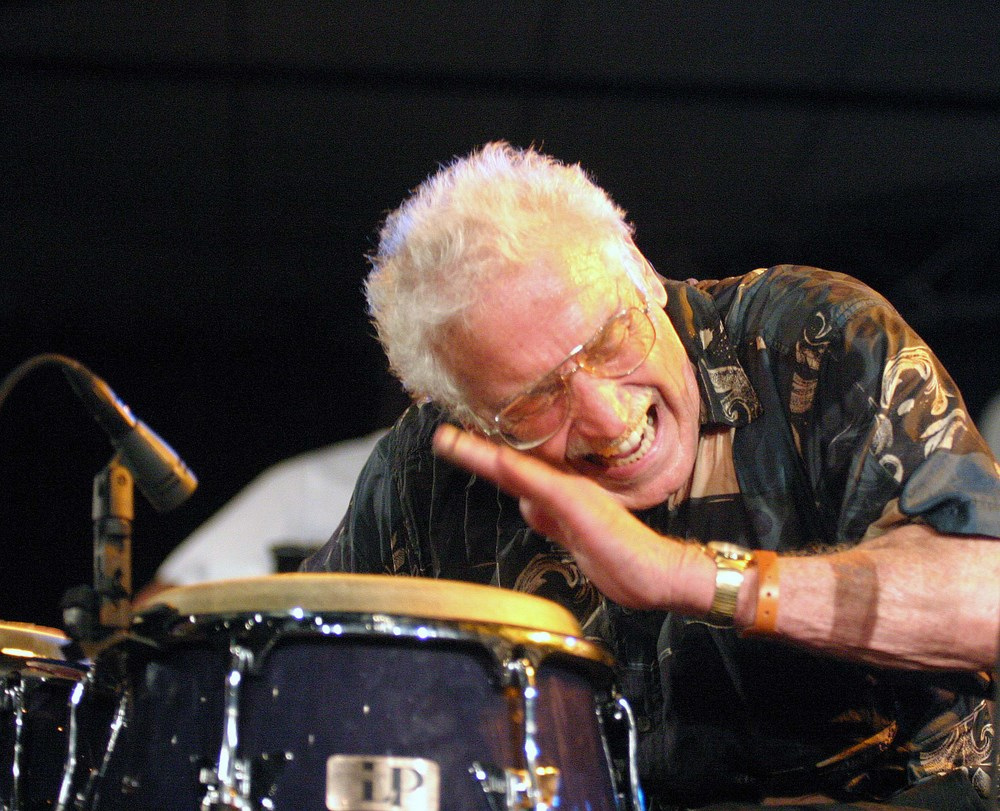
Jack Costanzo (2003)

Jack Costanzo (* 24. September 1919 in Chicago, Illinois; † 18. August 2018 in Lakeside, Kalifornien) war ein US-amerikanischer Perkussionist. Als erster Bongo-Spieler trat er mit Jazzbands auf.

## Wirken
Constanzo begann als Tänzer mit seiner Frau und wurde zum Bongospielen durch den Auftritt einer puerto-ricanischen Band inspiriert, in der Chino Pozo wirkte. Zunächst verwendete er die Bongos, mit denen er sich vorrangig als Autodidakt beschäftigte, in seiner Tanzshow. Dann spielte er in den Latinbands Lecuona Cuban Boys, Desi Arnaz und Rene Touzet.
Constanzo gehörte ab 1947 zum Orchester von Stan Kenton; Arrangeur Pete Rugolo schrieb „Bongo Riff“ als Stück, in dem er seine Künste zeigen konnte. Kenton stellte ihn als Solist auch in weiteren Titeln vor, wie „Chorale for Brass, Piano, and Bongo“, „Fugue for Rhythm Section“ oder „Journey to Brazil“. Zwischen 1949 und 1953 war Constanzo Mitglied der Band von Nat King Cole, um dann als Studiomusiker mit Peggy Lee, Betty Grable, Harry James, Judy Garland, Jane Powell, Ray Anthony, Martin & Lewis, Frances Faye, Dinah Shore, Xavier Cugat, Frank Sinatra,  Eddie Fisher zu arbeiten. Ab 1956 leitete er seine eigene Band, mit der er einige erfolgreiche Alben vorlegte. Nach seinem Hauptinstrument, das er in den 1950er Jahren in den Jazz einführte, wurde er „Mr. Bongo“ genannt.
Constanzo trat in verschiedenen Filmen auf, unter anderem „Visitor to a Small Planet“ und „The Delicate Delinquent“ (mit Jerry Lewis), Danny Kayes „Man from the Diners Club“, Red Skeltons „Stool Pigeon Number 1“, und „Harem Scarum“ mit Elvis Presley. Marlon Brando brachte er die Bongos in einer Fernsehshow bei. Er unterrichtete weitere Hollywoodgrößen, unter anderem Gary Cooper.

## Diskografische Hinweise
- Mr. Bongo Has Brass (1956)
- Costanzo Plus Tubbs Equation in Rhythm (1962)
- Latin Percussion With Soul (mit Gerry Woo) (1968)
- Back from Havanna (2001)
- Scorching the Skins (2002)